# Danae cavicollis
Danae cavicollis es una especie de coleóptero de la familia Endomychidae.

## Distribución geográfica
Habita en  Natal en (Sudáfrica).